# 盐亭县
盐亭县在中国四川省中部、涪江支流梓潼河流域，是绵阳市所辖的一个县。总面积1648平方公里。

## 地理
盐亭位于四川盆地西北，属丘陵地区，地势南低北高，海拔350-650米；属亚热带湿润季风气候，年平均气温17℃，年降雨量907毫米，全年无霜期294天。

## 资源
盐亭森林覆盖率55%，木材储集量563万立方米；有天然气储量300亿立方米，盐卤、石灰石、白垩土等储量较大；枇杷、梨、柚子、柑橘、桃等水果质量很好。

## 人口
截至2020年11月1日，盐亭县人口37.07万人。

## 行政区划
盐亭县下辖1个街道办事处、14个镇、1个乡、1个民族乡：
凤灵街道、云溪镇、玉龙镇、富驿镇、金孔镇、黄甸镇、巨龙镇、高渠镇、鹅溪镇、岐伯镇、文通镇、永泰镇、九龙镇、西陵镇、嫘祖镇、大兴回族乡和莲花湖乡。